# Султан ібн Хаммуд
Султан ібн Хаммуд (араб. سلطان بن حمود بن عبيد الرشيد; нар. 1870 — 1908) — 10-й емір Джебель-Шаммара у 1907—1908 року.

## Життєпис
Походив з династії Аль-Рашид. Онук Убайда, брата Абдаллаха ібн Алі, першого еміра з династії. Старший син Хаммуда. Народився 1870 року. Ймовірно брав участь у військових походах емірів Джебель-Шаммарів.
27 або 29 грудня 1906 року разом зі своїми братами Саудом і Фейсалом вбив еміра Мітаба, захопивши владу. Уряд Османської імперії розглядав його як узурпатора, визнавши еміром Сауда, брата Мітаба, що втік до Медини.
Султан призначив брата Сауда своїм спадкоємцем, а іншому братові — Фейсалу — передав в управління Ель-Джауф. За цим уклав союз з Мухаммадом бін Абдуллою Аль-Муханною, еміром Бурайди (в регіоні Ель-Касим) та Фейсалом аль-Дувейшем, шейхом клану мутаїр. Їх військо 24 вересня 1907 року зазнало поразки в битві біля Тарафії від саудитів на чолі із Абд ал-Азізом ібн Саудом. В результаті емір Султан остаточно відмовився від Ель-Касиму. Його подальші походи не приносили здобичі, внаслідок чого зростало невдоволення вояків й знаті.
У січні 1908 року він завантажив скарбницю на верблюдів і спробував втекти до Єгипту, але був перехоплений рідним братом Саудом, посаджений у в'язницю і незабаром задушений. Сауд став новим еміром Джебель-Шаммари.